# Balkan Volleyball Association
Balkan Volleyball Association (BVA) är en av sex zonorganisationer inom Confédération Européenne de Volleyball (volleybollförbundet för Europa). Organisationen bildades 1998 och hade ursprungligen sitt säte i Orestiáda, Grekland. På grund av politiska situationen på Balkan behövde organisation strax efter bildandet suspendera verksamheten. Sedan 2000 har organisationen varit kontinuerligt aktiv. Den flyttade 12 december 2009 sitt högkvarter till Istanbul, Turkiet. Presidentskapet för organisationen roterar mellan medlemsförbunden i bokstavsordning. Organisationen organiserar klubbturneringen BVA Cup (damer och herrar) samt landskampsturneringar i volleyboll på juniornivå. Den organiserar också landskampsturneringar i beachvolley både på senior- och juniornivå.

## Medlemmar[2]
- Albanien (dam, herr)
- Bosnien och Hercegovina (dam, herr)
- Bulgarien (dam, herr)
- Grekland (dam, herr)
- Kosovo (dam, herr)
- Malta (dam, herr)
- Montenegro (dam, herr)
- Nordmakedonien (dam, herr)
- Rumänien (dam, herr)
- Serbien (dam, herr)
- Turkiet (dam, herr)